# Akarca (Avanos)
Akarca war eine Gemeinde im Kreis Avanos in der Provinz Nevşehir, Türkei. Durch gesunkene Einwohnerzahlen fiel sie wieder in den Status eines Dorfes zurück. Akarca liegt etwa 28 km nordnordöstlich von Avanos nahe der Fernstraße D260.

## Bevölkerung

### Einwohnerzahl
Nach der Zählung im Jahre 2000 hatte Akarca 2.259 Einwohner, 2012 waren es 1.575, 2018 nur noch 1.184 Einwohner.

## Wahlen

### Gemeindewahlen 1994
Seit den Gemeindewahlen 1994 ist Akarca eine Gemeinde. Vorher hatte sie unter 2000 Einwohner und war daher Kasaba.
Die erste Gemeindewahl in Akarca gewann die DYP mit 54,51 %. Die Opposition SHP kam auf 44,4 %.
Der erste Bürgermeister war Keramettin Dönmez.

### Gemeindewahlen 1999
Bei den Gemeindewahlen 1999 siegte die ANAP mit 49,89 % knapp vor der CHP, die 47,24 % der gültigen 870 Stimmen bekam.
Keramettin Dönmez konnte seinen Posten als Bürgermeister verteidigen.

### Gemeindewahlen 2004
Bei den Gemeindewahlen 2004 ging die AKP mit 50,41 % der Stimmen gegenüber 39,11 % für die MHP als Sieger heraus.
Der Bürgermeister war Necdet Düdük.